# Simon András (grafikus)
Simon András (Budapest, 1958. február 4. – Budapest, 2024. március 23.) magyar grafikusművész.
Munkásságát két fő irányvonal mentén tagolhatjuk. A klasszikus mesteri Bosch álomvilágot idéző rajzokra, amelyekben rendkívüli rajztudása párosul egy könnyed és nagyvonalú játékossággal, elegáns humorral.
A másik fő vonal a jellegzetes „egyvonalas grafikák” sajátos világa. Ezek egyfajta védjegyei a művész szakmai munkásságának, amelyet az alkotói lét olyan nagyjai méltattak mint Szántó Piroska, Jókai Anna, Esterházy Péter vagy a Csók növendék Szabó Vladimir.

## Életrajz, a művész vallomása alapján
Szülei elmondása szerint már két és fél éves korában is ellenállhatatlan vágyat érzett arra, hogy nyomot hagyjon a világban. Ez abban nyilvánult meg, hogy bármilyen keze közé kerülő tárggyal, amellyel képes volt vonalat húzni, absztrakt graffitiket helyezett el a lakásuk falain. Szelíd szülői biztatásra aztán rászokott a papírra és ezt a nemes matériát azóta sem hagyta el.
Az általános iskola felső tagozatában egy zseniális festőművész rajztanárral, Bakonyi Mihállyal hozta össze jó sorsa. A tőle kapott felkészítésnek köszönheti, hogy felvették a budapesti Képző és Iparművészeti Szakközépiskolába, ahol játékkészítő-grafika szakon végezett 1976-ban. Az ezt követő évben két művészeti akadémiára is felvételizett. Érettségi után az Iparművészeti Főiskolára, a következő nyáron pedig a Képzőművészeti Főiskolára, de egyik helyre sem vették fel. Ekkor határozta el, hogy nem veszteget több időt a főiskolákra, a hivatalos diploma nélkül is művész lesz.
1977-ben – apró vargabetűk után – sikerült elhelyezkednie a Tankönyvkiadó Vállalat Grafikai Osztályán. Grafikai szerkesztőként itt kapott maga is kedvet a tankönyv illusztráláshoz. Két év után kilépett a kiadótól, és – mint külső munkatárs – két év alatt 28 tankönyv illusztrációját készítette el. Végül azonban szomorúan kellett rájönnie arra, hogy ez nem az, amire vágyott. A tankönyv illusztrálás sok kötöttsége és megfelelési kényszere lassan teljesen keresztre szegezte benne az alkotó szabadságot.
Megérett benne az az elhatározás, hogy nem mások igényeit kiszolgáló grafikus mester akar lenni, hanem művész. Ettől kezdve képtelen volt több illusztrációs feladatot vállalni. Nem tudta tehát tovább folytatni az addig jól bevált munkáját és ezzel megszűnt egyetlen pénzkereseti lehetősége is. A helyzet azért volt drámai, mert akkor már két gyermekük volt a feleségével, akivel 1979-ben házasodtak össze. A család eltartásának felelősségén túl egyéni válságát még az is fokozta, hogy bár művésszé szeretett volna válni, nem volt benne biztos, van-e elég tehetsége hozzá?
Lelki és egzisztenciális értelemben is mély válságba került. Úgy érezte, rajta valóban már csak az Isten segíthet. Egy mélységesen, mélyen átélt imádságban leborult hát elé és arra kérte, hogy könyörüljön rajta és adjon neki tehetséget az Ő végtelen gazdagságából. Olyan tehetséget, amely képessé teszi arra, hogy megtalálva egyéni és másokkal össze nem téveszthető stílusát ki tudja fejezni mindazt, amit rejtett kincsként a lelkében hordoz. Hálája jeleként azt ajánlotta fel, hogy ha megajándékozza a kért talentummal, akkor azzal ő nem a maga, hanem az Ő dicsőségét fogja szolgálni. Hiszi és úgy is tapasztalja, hogy Isten meghallgatta a kérését. Ő pedig gyönyörűséget talál abban, hogy a rajzaival Istent szolgálja, róla beszéljen és Őt dicsérje.

## Témája
A kereszténység, a lelki élet és a mély hit. Művészetének középpontjában az ember és Isten kapcsolata áll. A saját maga által kifejlesztett, egyvonalas, különös kifejezőerejű grafikái révén ragadja meg témáját mély meggyőző erővel.

## Egyéni kiállítások Magyarországon (válogatás)
- 1984: Pataky István Művelődési Központ Kamaraterme, Budapest;
- 1986: Műemléktemplom, Pásztó;
- 1986: Ságvári Művelődési Ház, Budapest; Ferences Gimnázium, Esztergom;
- 1987: Artotéka, Szabó Ervin Könyvtár X. ker. Főkönyvtára;
- 1988: Pince Galéria, Törökszentmiklós;
- 1990: Pongrácz Közéleti Központ, Budapest;
- 1991: Megyei Művelődési Központ, Stúdió Galéria, Szombathely;
- 1992: Móra Ferenc Művelődési Központ, Kiskunfélegyháza;
- 1993: Magyar Állami Operaház;
- 1996: Római Katolikus Műemléktemplom, Balatonkeresztúr;
- 1997: Dózsa Művelődési Ház, Mini Galéria, Budapest;
- 1997: Gróf Bercsényi Zsuzsanna Városi Könyvtár;
- 1998: István Király téri Református Templom, Debrecen; Városi Kiállítóterem, Körmend;
- 1999: Szent István Katolikus Iskola Könyvtára; Kék Iskola Galéria, Budapest; *2000: Kossuth Klub, Budapest; Szilágyi Dezső téri Budai Református Templom; Művelődési Ház, Tápiószentmárton; Református Templom Csillagterme, Kőszeg; Dél- Komáromi Református Egyház gyülekezeti terme, Komárom; Lakitelki Népfőiskola, Lakitelek; Magyar Kultúra Alapítvány Székháza, Budapest; Paletta Galéria;
- 2001: József Attila Művelődési Ház, Dorog; Kongresszusi Központ, Budapest; Hotel Erzsébet, Budapest;
- 2002: Művelődési Központ, Paks; Zeneakadémia, Budapest; Kemenesaljai Művelődési Központ, Celldömölk;
- 2003: Piarista Rendház, Sátoraljaújhely; Vörösmarty Mihály Művelődési Ház, Székesfehérvár; Bartók Béla Művelődési Központ, Mohács;
- 2005: Lengyel Ház, Budapest; Zsolt Udvar Étterem Különterme, Budapest; Olajfa Művészház, Göd; Miskolci Egyetem, Üveg terem, Miskolc; Művelődési Ház Galériája, Csorvás; Szent István Templom, Százhalombatta;
- 2006: Tüdő és Szívkórház Igazgatósági épület, Mosdós; Virányosi Közösségi Ház, Budapest; Várnegyed Galéria, Budapest; Fehér Ló Közösségi Ház, Mosonmagyaróvár;
- 2007: Almássy-telepi Krisztus Király Templom, Székesfehérvár; Blaha Lujza villa, Balatonfüred; Aranysziget Otthon Kápolnája, Csongrád; Mit üzen…? – Simon András bibliai témájú grafikáiból válogatott kiállítás, Magyar Kereskedelmi és Vendéglátóipari Múzeum, Budapest; Káposztásmegyeri Szentháromság Plébánia, Budapest; Apor Vilmos Katolikus Főiskola, Vác; Pázmány Péter Katolikus Egyetem, Piliscsaba;
- 2008: Karinthy Frigyes AMK Galéria, Budapest (Rebeka lányommal közösen); Mindenki Temploma, Budapest; Művelődési Ház, Dombóvár; Katolikus Főplébánia, Bicske (grafikáim Németh Zoltán helybeli faműves mester fa-képein voltak láthatók); Református Templom, Füzesgyarmat; Piarista Gimnázium, Mosonmagyaróvár; Balaton Színház, Simándy terem, Keszthely;
- 2009: Barabás-villa, Budapest;

## Egyéni kiállítások külföldön (válogatás)
- 1985: Galeria Hausruck, Altenhof, Ausztria; Bildungshaus Lainz, Bécs, Ausztria; *1986: Bildungshaus St. Hippolyt, St. Pöten, Ausztria
- 1987: Bildungshaus St. Bernhard, Wiener Neustadt, Ausztria
- 1988: Római Katolikus Plébánia, Mitrovica, Jugoszlávia
- 1989: Rathaus, Siegsdorf, NSZK
- 1991: Raiffeisenkasse, Graz – Mariatrost, Ausztria; Seminar Hollabrunn, Hollabrunn, Ausztria; Art Centre, Bidgewater, Nagy-Britannia
- 1992: Rathaus, Hamminkeln, Németország; Volksbank, Nottuln, Németország
- 1998: MÁSvilág Galéria, Kolozsvár, Románia; Family Baptist Church, Atlanta, USA
- 1999: Gemeindezentrum St. Hedwig, Kulmbach, Németország; Bryn Mawr Presbyterían Church, Philadelphia, USA
- 2000: Contact Point Hungary Konferencia- és Kiállítóterem, Brüsszel, Belgium; *2001: Katolikus Plébánia, Brodsko Vinogorje, Horvátország
- 2002: Evangélikus Egyház Kultúrterme, Pattijoki, Finnország; Galeria u Jezuitow; Sakramentskirchen, Koppenhága, Dánia;
- 2003: San Jose Country Club, Florida, USA
- 2005: Haus laurentius, Minden, Németország
- 2006: Bornemisza Péter Társaság, Bécs, Ausztria; Muzeum Archidiecezjalne Kardynala Karola Wojtyly, Krakkó, Lengyelország
- 2007: Művelődési Ház, Párkány, Szlovákia; Közösségi Klub, Szalka, Szlovákia
- 2008:Evangelische Altenwhnheim, Dahl, Németország; Kirchenfoyer, Münster, Németország; Raiffesenbank, Geilenkirchen, Németország

## Csoportos kiállítások (válogatás)
- 2008: Kulturzentrum Hasper Hammer, Hagen, Németország; Biblia Múzeum, Budapest; Corvin Művelődési Ház, Budapest; Goyang Internation Art Festival,  Seoul, Dél-Korea

## Díjak, elismerések
- Molnár C. Pál Alapítvány Közönségdíja (1990)
- A Magyar Érdemrend lovagkeresztje (2018)